# Colmaggiore
Colmaggiore è una frazione del comune di Tarzo, in provincia di Treviso.

## Geografia fisica
Articolato nei due nuclei di Colmaggiore di Sopra e di Sotto, il paese sorge su una zona pianeggiante presso il Lago di Santa Maria, sul versante meridionale della Vallata.

## Monumenti e luoghi d'interesse

### Architettura rurale
Come la vicina Fratta, anche Colmaggiore si caratterizza per le antiche architetture rurali. Un esempio si trova a Colmaggiore di Sopra e consiste in un arco con capitelli votivi sui pilastri e affreschi attribuiti ad Antonio Dal Gobbo "Tacco", artista locale che ha operato nella seconda metà del XVII secolo; dal portale si accede a un'antica casa colonica.

### Sito archeologico
Presso il canale delle Barche che collega i due laghi di Revine Lago, si trova un'importante area archeologica che prova la presenza umana nella zona almeno dal tardo neolitico.
I primi rinvenimenti risalgono al 1923 (una spada in bronzo del tipo "Sauerbrunn", XV secolo a.C.), ma solo a partire dal 1987 furono effettuate delle campagne sistematiche. Si è potuto dunque provare l'esistenza di un villaggio preistorico insistente su una zona umida, fondato nel tardo Neolitico e frequentato anche nell'età del Rame e nella prima età del Bronzo (4500-2300 a.C.). Si trattava di un insediamento palafitticolo, come testimoniano i resti di palificazioni, frammenti lignei bruciati e tavolati, oltre che massicciate di pietra per rafforzare gli argini del lago. Si aggiungono poi i resti di vari oggetti d'uso quotidiano: utensili litici (in selce o rocce verdi), oggetti in terracotta, arnesi per la filatura e la tessitura, attrezzi agricoli (falcetti) e macine.
Il villaggio è stato ricostruito in comune di Revine Lago, nell'ambito del parco archeologico didattico del Livelet.

## Cultura

### Eventi
- Festa della Castagna - ottobre
- Festa della Candelora - febbraio
- Festa dell'emigrante - giugno

## Economia
In paese ha sede la Cooperativa Turnaria, nota per i prodotti caseari.